# Бої за Білогорівку
Бої за Білогорівку — бойові дії під час російського вторгнення в рамках більш широкого наступу на східну Україну. Частина битви за Донбас, яка проводилася в два етапи. Перший етап розпочався 7 травня 2022 року після перемоги російських військ під Попасною і завершився перемогою росіян під Сєвєродонецьком і Лисичанськом 3 липня 2022 року. Російські війська використовували Білогорівку як плацдарм для наступу на Сіверськ та околиці, але зазнали поразки від українських сил, зупинених у середині літа. Другий етап розпочався після серії українських перемог у Харківському контрнаступі, українські війська 19 вересня відкинули російські війська з Білогорівки на околиці містечка, де російські війська окопалися колодязями, створивши потужну лінію оборони стратегічно важливого міста Лисичанськ, яку заволоділи того ж дня, що й Білогорівку. Відтоді російські війська майже безперервно бомбардували місто, руйнуючи інфраструктуру, тоді як українські сили на східній околиці сформували власну потужну лінію оборони, яку росіяни місяцями обстрілювали та час від часу штурмували, але безрезультатно, оскільки Білогорівка є дуже важливою для української армії через можливі плани наступу на місто Лисичанськ.

## Передумови
24 лютого 2022 року російські війська та їхні сепаратистські союзники здійснили наступ на лініях зіткнення на Донбасі.
18 квітня українська та російська влада оголосили про початок битви на Донбасі, масштабної кампанії по захопленню всієї Луганської та Донецької областей. Наступного дня російські війська оволоділи містечком Кремінь і таким чином закріпили свої початкові позиції для можливого наступу десанту на Білогорівку з півночі через річку Сіверський Донець.

## Битви
У період з 5 по 13 травня російські війська почали серію бойових дій, відомих як битва за Сіверський Донець на фронті Лиман-Сєвєродонецьк. Це було частиною ширшого наступу на східну Україну під час російського вторгнення в Україну, під час якого російська сторона зазнала важкої поразки в Харківській області під час українського контрнаступу. Однак після 13 травня російські війська зосередилися виключно на окремих бойових точках з метою захоплення трьох міст, де тривали запеклі бої, серед яких головними цілями були Сєвєродонецьк, Білогорівка та Тошківка.

### Перша битва
7 травня 2022 року школа в Білогорівці Луганської області була розбомблена російськими військами під час битви за Сєвєродонецьк під час російського вторгнення в Україну в 2022 році. Смерть щонайменше двох людей була підтверджена, тоді як влада заявила, що фактична кількість загиблих наближається до 60.
У той час у підвалі будинку перебувало близько дев’яноста людей, які, за словами президента Володимира Зеленського, становили більшість населення селища. Будівля постраждала від російського авіаудару, внаслідок чого будівлю спалахнуло, а велика кількість людей опинилася в пастці. З цієї атаки розпочався перший бій за Білогорівку.

#### Проникнення з півночі

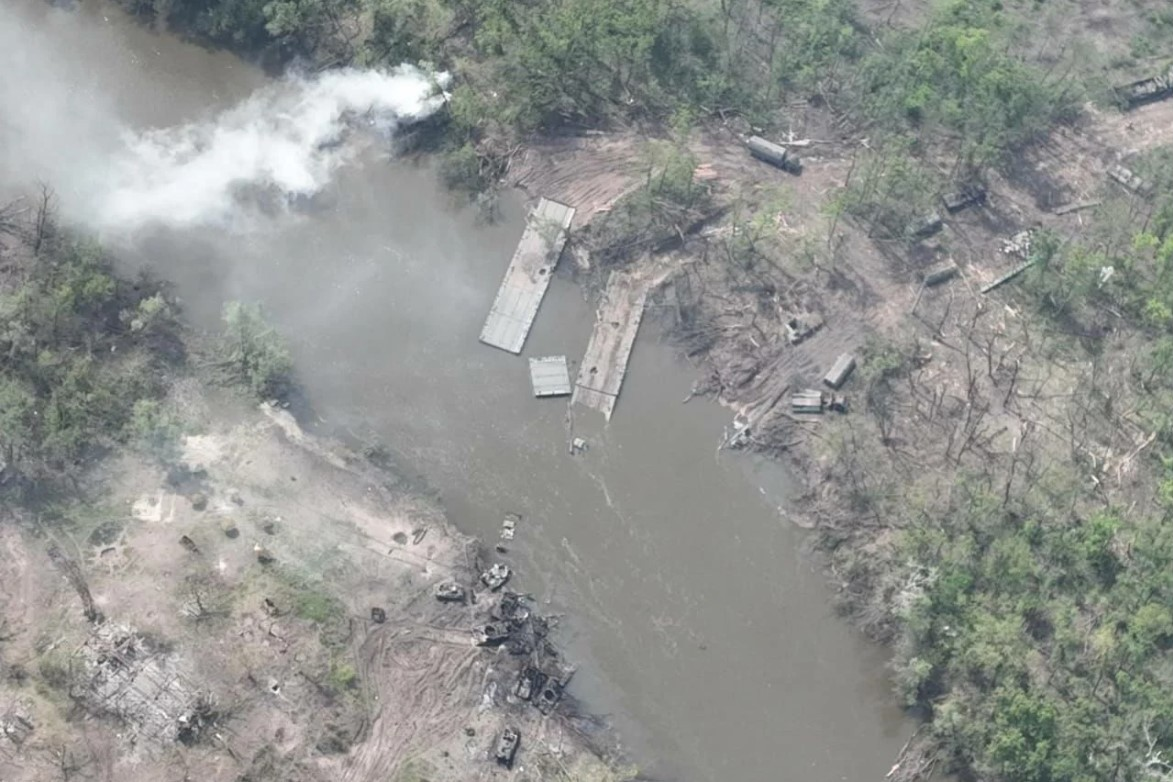
Зруйновані російський міст і техніка біля Білогорівки

8 травня російські війська побудували понтонний міст через Донець біля Білогорівки. Тисячі особового складу, танків та інших військових транспортних засобів готувалися переправитися на західний берег річки в рамках свого більш широкого просування на захід до Лимана.
Того ж дня українська 17-та танкова бригада направила розвідувальний загін на західний берег річки для спостереження за просуванням росіян у цьому районі. Російські війська закидали це місце димовими шашками, створюючи проблеми з видимістю. Щоб протистояти цьому, українські сили задіяли безпілотники, які рано вранці успішно виявили понтонний міст. Цю інформацію було передано підрозділам військово-повітряних сил України та артилерійським підрозділам, розташованим у цьому районі, які обстріляли міст комбінованим обстрілом з авіації та артилерії. Підтверджено, що міст був зруйнований до 10 травня. Українські піхотинці заявили про 30 знищених машин і ще 40 виведених з ладу артилерійським вогнем із загальної кількости 70 на цьому переході. Лише в районі Білогорівки українські війська підірвали чотири окремі мости.
Останній міст був побудований між Білогорівкою та Серебрянкою близько 12 травня і також був зруйнований, а останні російські війська відступили на свій бік річки 13 травня.

#### Проникнення з півдня і сходу
Після великої невдачі та важкої поразки російських військ висадитися на Білогорівку з півночі через річку Сіверський Донець, російська сторона зосередилася на місті Лиман на лівому березі річки, а в наступні тижні вони тиснули на Білогорівку з боку з південного напрямку на Тошківку та зі сходу на Сєвєродонецьк і Лисичанськ, які були окуповані в червні. Українські війська утримували потужну лінію оборони з півдня до падіння Лисичинська 3 липня, коли фронт впав через потужний тиск Росії зі сходу, що змусило українські сили тактично відступити, щоб уникнути оперативного оточення, де вони сформували нову лінію близько двадцяти кілометрів на захід у бік Сіверськ оборони цього міста.

### Наслідки першої битви
Після падіння Лисичанська та його західних околиць Росія вперше оголосила про повний контроль над Луганською областю, досягнувши мети очолюваної Росією кампанії. Білогорівка стала одним з останніх населених пунктів Луганської області, які потрапили під контроль російських військ.

#### Оперативна пауза і провал у Сіверську
Після захоплення Білогорівки російські війська зосередилися на взятті під контроль Донецької області, насамперед з упором на припинення восьмирічної блокади Донецька та Горлівки та взяття під контроль Бахмута та Слов’янська. Однак українські війська в середині літа провели масову мобілізацію та отримали значні обсяги сучасної військової техніки та техніки із західних країн, тоді як російська сторона значно скоротила кількість солдатів і відправила їх додому у відпустку, що дозволило Українська сторона зупинити подальше просування росіян на захід у бік Сіверська. Хоча 16 липня Міноборони Росії оголосило про фактичне завершення оперативної паузи, протягом наступних півтора місяця на напрямку Сіверськ – Білогорівка точилися лише позиційні та окопні бої.

#### Східний контрнаступ і звільнення Білогорівки
9 вересня українські війська звільнили Святогірськ, який на початку червня був під окупацією Росії, і таким чином розблокували місто Сіверськ, відкинувши російські війська далі в бік Білогорівки Луганської області. Наступного дня, 10 вересня, українські війська відновили контроль над окремими селами Луганської області, звідки російські сили вигнали їх на початку липня після захоплення Лисичанська. У ході десятиденного контрнаступу українських військ 19 вересня російські війська були змушені залишити Білогорівку та сформувати лінію оборони на підступах до містечка. Просування було зупинено на східній околиці Білогорівки, де вони зайняли позиції та зупинили подальше українське просування у бік Лисичанська.

### Друга битва
20 вересня 2022 року голова Луганської обласної військової адміністрації Сергій Гайдай заявив, що «Білогорівка була останнім опорним пунктом України в Луганській області. Це була зона постійних запеклих боїв. Наші захисники витіснили загарбників і повністю контролюють місто. Однак він досі під артилерійським обстрілом. Містечко вже не існує, бо загарбники зрівняли його з землею». З цього ж дня російські війська протягом місяців безперервно вели артилерійські, авіаційні та піхотні атаки на Білогорівку з метою його відвоювання, але без успіху, оскільки в цьому місті окопалися дуже сильні українські сили. У наступні місяці Білогорівка була перетворена на арену запеклих боїв, а інфраструктура містечка, на відміну від першого літнього етапу боїв, була повністю зруйнована, оскільки це місце має стратегічне значення для обох сторін.

#### Атаки російської артилерії та піхоти
18 жовтня Росія здійснила спробу штурму Білогорівки разом із Стельмахівкою, Греківкою, Надією та Новоєгорівкою Луганської області за артилерійської підтримки, але атаку було відбито. Російські війська продовжували обстріли звільнених населених пунктів, перетворюючи їх на «попіл». За словами голови Луганської області Сергія Гайдая, 18 жовтня українські війська відбили кілька атак росіян, у тому числі поблизу нещодавно звільненої Білогорівки.
24 жовтня російські війська здійснили спробу більш широкої фронтальної окупації в районі населеного пункту Білогорівка Луганської області, але українські війська відбили атаки.

#### Проникнення росіян у селище
В українському Генштабі повідомили, що російські війська атакували Білогорівку 6 листопада, але не підтвердили заяв Росії про входження російських військ у населений пункт. 7 листопада російські ЗМІ стверджували, що війська РФ і Групи «Вагнера» увійшли в Білогорівку (розташоване за 10 км на південь від Кремінної), а «6-й козачий полк ЛНР» і сили Групи «Вагнера» нібито увійшли в Білогорівку після кількох місяців важких боїв. вздовж кордонів Донецької та Луганської областей і що тривають бої в житлових районах населеного пункту. В українському Генштабі також зазначили, що український удар 7 листопада завдав шкоди підрозділу чеченського батальйону «Ахмат» у Лисичанську, приблизно за 10 км на схід від Білогорівки. Російські війська прагнули повернути втрачені позиції у цьому стратегічно важливому місці, щоб відкинути українські війська від критичного району Сєвєродонецьк-Лисичанськ (схід) та Кремінна-Сватове (північ), на які українські війська чинять сильний тиск з напрямку м. Лиман та Куп’янськ. Також Білогорівка має велике значення для російських військ у можливих наступальних діях на Соледар і Бахмут, який розташований південніше і де російські війська також зосередилися на потужних наступальних діях. Проте 9 листопада російські та українські ЗМІ повідомили, що бої в районі Білогорівки тривають і що запеклі вуличні бої тривали в наступні тижні та місяці. 12 листопада російські війська здійснили спробу ширшого піхотного удару за підтримки артилерії в районах населених пунктів Білогорівка та Спірне з метою оточити ці два місця, але українські війська відбили атаки окупантів і сформували оборонний рубіж Білогорівка - Спірне.

#### Український контрнаступ
14 листопада українські війська продовжили контрнаступ на лінії Сватове-Кремінна та розширили контрнаступ в районі містечка Білогорівка з наміром відкинути російські війська далі на схід у бік Лисичанська, що за 13 км на схід. Після запеклих боїв учасники групи «Вагнера» були вибиті з Білогорівки на східну околицю містечка до вечора. 16 листопада командир БАРС-13 заявив, що українські війська почали контрнаступ в районі міста Кремінна і з 16 листопада контрнаступ продовжено на 12 км на південь від Кремінної до Білогорівки Луганської області. Метою цієї контрнаступальної операції було повернення українським військам втрачених територій у Луганській області на південь від річки Донець, а Білогорівка є стратегічно дуже важливою для звільнення Лисичанська під час контрнаступу на сході України. Потужні артилерійські атаки почалися точними ударами реактивних багатоствольних систем «HIMARS». До ранку 17 листопада українські війська витіснили російські війська з північного боку містечка і розширили лінію фронту Сватове — Креміна — Білогорівка — Спірне праворуч від річки Сіверський Донець. Росіяни постійно проводили контратаки, намагаючись повернути територію селища, яке було повністю зруйноване. Гайдай зазначив, що ця операція спрямована на повернення окупованих міст, таких як Сєвєродонецьк, Рубіжне та Лисичанськ, оскільки місцеві жителі мерзнуть і змушені опалювати свої квартири у багатоповерхівках дровами. У Генштабі України повідомили, що українські війська відбили російські наземні атаки на північному сході в районі Спірного та Білогорівки, оскільки російські війська стягнули підкріплення з напрямку Лисичанська, якому була серйозна загроза. Заступник «міністра внутрішніх справ» «ЛНР» Віталій Кисельов заявив, що сили ПВК «Вагнера» відбили українські контратаки в напрямку Лисичанська і закріпилися в східній частині Білогорівки. З 12 по 17 листопада у запеклих боях Білогорівка була практично знищена.

#### Позиційні бої на сході містечка листопад-грудень 2022 року
Після складних наступальних боїв поблизу Білогорівки, російська армія була змушена перейти в локальні атаки. 28 грудня ЗСУ відкинули росіян з позицій поблизу Сіверського Донця та зайняли водокачку в Білогорівці.

#### Зимово-весняна наступальна кампанія РФ

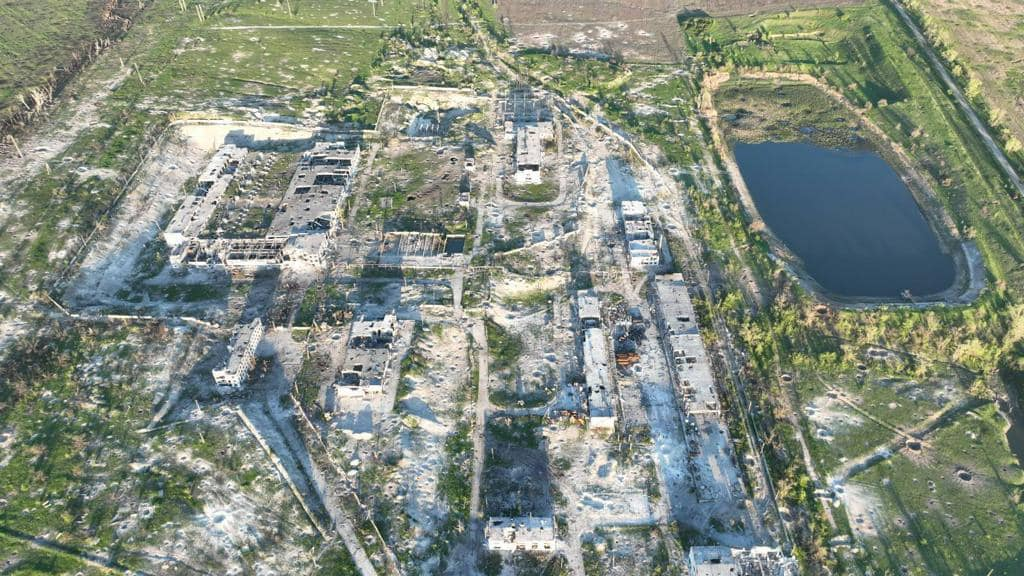
Руїни будівель КП «Попаснянський водоканал» у Білогорівці, травень 2023 року

31 грудня Російський генштаб почав наступальну кампанію, ціллю якої став вихід до кращих стратегічних рубежів для оборони. ЗС РФ мали захопити Білогорівку та підійти до Сіверська з сходу. За Білогорівку точилися бої, але російська армія досягла лише невеликий локальний успіх. 23 березня ЗС РФ просунулися зі сходу в напрямку Фільтрувальної станції, але вже 27 березня були відкинуті на попередні рубежі. 13 квітня російська армія значно просунулася на південь від Білогорівки та зайняла Фільтрувальну станцію[джерело?].